# John Francis Bingham
John Francis Bingham, kanadski general in vojaški ataše, * 6. avgust 1911, † 1989.